# Iftop
Iftop — это свободная программа, инструмент командной строки для мониторинга сети в операционных системах семейства Unix с разделением трафика по протоколам, интерфейсам и адресам IP. Программа iftop разработана Полом Уорреном (англ. Paul Warren).
ntop показывает в реальном времени сетевые потоки в операционной системе, в которой работает iftop, отдельно исходящие и входящие. По умолчанию в выводе программы соединения упорядочиваются по использованию полосы пропускания, при этом отображаются только самые крупные («верхние») её потребители.
iftop аналогична программе top, но вместо общесистемного мониторинга ресурсов отображает только использование сети. Iftop обычно используется для мониторинга потребления полосы пропускания и при исследовании неизвестных потребителей имеющейся пропускной способности сети.

## Описание
iftop — инструмент пассивного мониторинга. Эта программа отслеживает сетевой трафик и отображает таблицу текущего использования пропускной способности, которая по умолчанию измеряется в битах в секунду и может быть изменена на байты в секунду с помощью параметра командной строки .
Сетевой интерфейс может быть указан в параметрах запуска программы, а по умолчанию она будет прослушивать трафик на первом обнаруженном внешнем интерфейсе.
По умолчанию iftop ищет в DNS имена хостов, связанные с адресами, и подсчитывает все пакеты IP, проходящие через фильтр.
Особенностью iftop является то, что он может подавлять отображение трафика DNS, используя код фильтра, например  "not port domain" , или полностью отключать его, используя опцию -n или нажав «n» во время работы программы. Использование опции -F позволяет отображать пакеты, входящие и исходящие из данной сети.
Одна из существенных возможностей программы iftop — просмотр трафика отдельного адреса IP (опция -f) на выбранном интерфейсе (опция -i).
iftop также можно использовать для проверки портов TCP или UDP, используя опцию -P.
iftop использует библиотеки ncurses и libpcap.